# Smith & Wesson Model 22

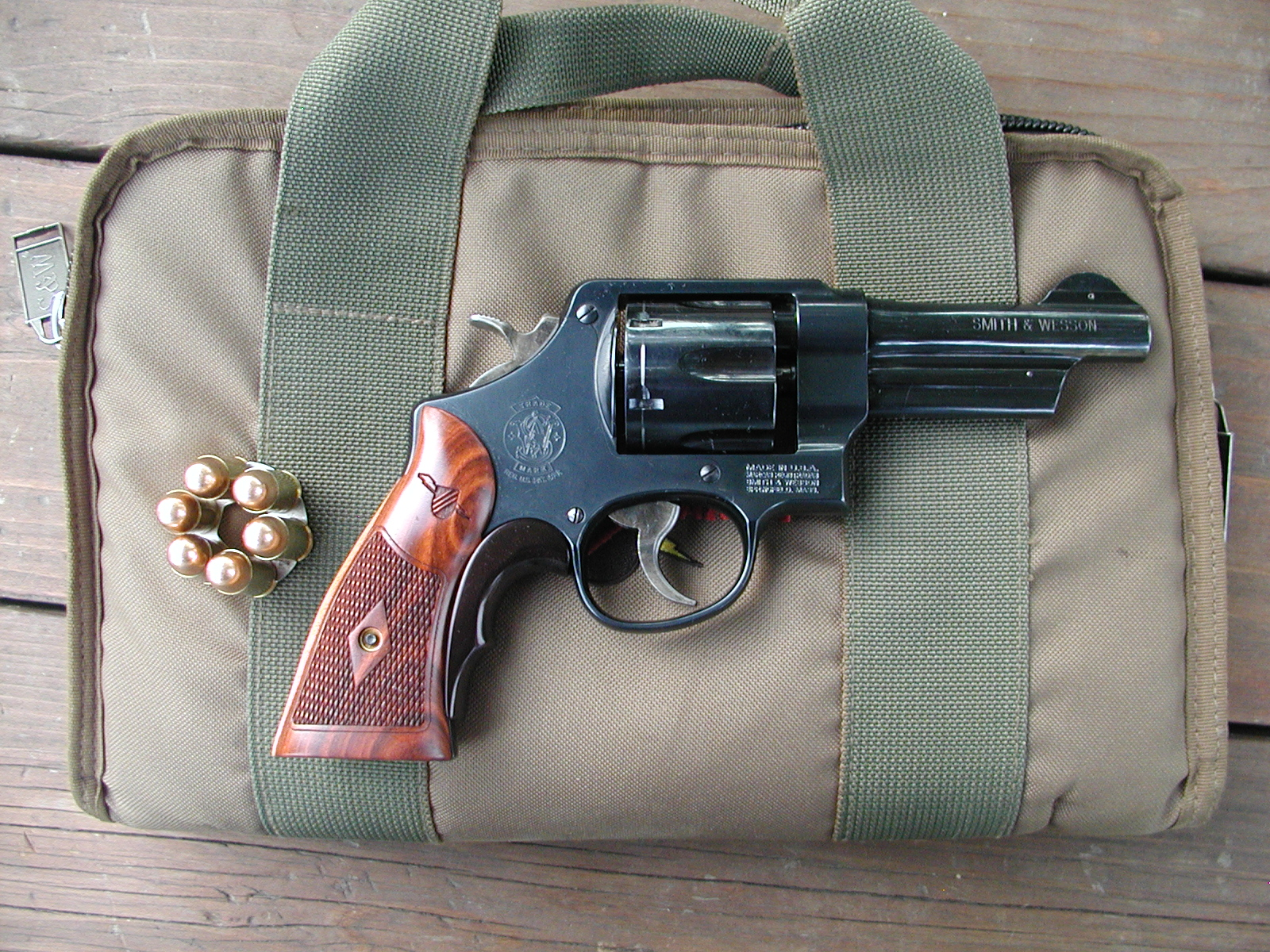
Le S&W M22 Model 22 dans sa version actuelle réservée aux collectionneurs

Le Smith & Wesson Model  22 est la version  commerciale du S&W M1917 produit durant la Première Guerre mondiale pour compléter la dotation des Colt M1911.  Produit de 1917 à 1966, il est réintroduit en 2007 pour les collectionneurs nord-américains. 

## L’arme
C’est un gros revolver à double action et barillet basculant.  Il tire une munition de pistolet grâce à des clips  semi-circulaires. Ses organes de visée sont fixes (guidon demi-lune et cran de mire entaillé). Les plaquettes de crosse sont  en noyer quadrillé. Une version à visée réglable et chambrée en .45 ACP  et .45 Colt fut dotée d’une crosse quadrillée vendue à partir de 1950 sous le nom de S&W Model 25.

## Données numériques  des versions actuelles
- Munition : .45 ACP
- Longueur : 23,5 à 27 cm
- Canon : 10 à 14 cm
- Masse : 1,04 à 1,05 kg
- Barillet : 6 cartouches

## Les S&W M22 dans la culture populaire
Peu répandu, ce gros revolver n'apparait qu'au poing de Pussy Galore (Honor Blackman dans Goldfinger).

## Sources
- Revues Actions Guns, Cibles et Gazette des armes.
- R. Caranta, Pistolets et revolvers d’aujourd’hui, tome 5, Crépin-Leblond, 2008.